# Maurice Petit
Maurice Petit, né le 30 octobre 1888 et mort à une date inconnue, est un footballeur international belge actif avant la Première Guerre mondiale. Il occupe le poste de défenseur, d'abord au Standard de Liège puis au FC liégeois.

## Carrière en club
Maurice Petit fait ses débuts dans le football avec le Standard de Liège. En 1909, le club accède pour la première fois à la Division d'Honneur, le plus haut niveau national. Le joueur y est un titulaire indiscutable en défense et ses bonnes prestations lui permettent d'être appelé en équipe nationale belge en mars 1910 pour disputer un match amical contre les Pays-Bas. En fin de saison, il décide de rejoindre le rival local, le Football Club liégeois, premier champion de Belgique, pourtant relégué en Promotion, le second niveau national.
Après deux saisons au niveau inférieur, le club remporte le titre de champion et remonte en Division d'Honneur. Ce retour ne dure qu'un an, le club terminant à nouveau en position de relégable en 1913. Un an plus tard, le déclenchement de la Première Guerre mondiale interrompt les compétitions sportives. Ceci met un terme à la carrière de joueur de Maurice Petit.

## Statistiques
| Saison                | Club                  | Championnat           | Championnat | Championnat | Coupe(s) nationale(s) | Coupe(s) nationale(s) | Total | Total |
| Saison                | Club                  | Division              | M.          | B.          | M.                    | B.                    | M.    | B.    |
| 1909-1910             | Standard de Liège     | Division 1            | -           | -           | 0                     | 0                     | 0     | 0     |
| 1910-1911             | FC liégeois           | Division 2            | -           | -           | 0                     | 0                     | 0     | 0     |
| 1911-1912             | FC liégeois           | Division 2            | -           | -           | -                     | -                     | 0     | 0     |
| 1912-1913             | FC liégeois           | Division 1            | -           | -           | -                     | -                     | 0     | 0     |
| 1913-1914             | FC liégeois           | Division 2            | -           | -           | -                     | -                     | 0     | 0     |
| Total sur la carrière | Total sur la carrière | Total sur la carrière | 82          | 45          | -                     | -                     | 82    | 45    |

### Palmarès
- 1 fois champion de Division 2 en 1912 avec le FC liégeois.

## Carrière en équipe nationale
Maurice Petit compte une convocation et un match joué en équipe nationale belge. Celui-ci a lieu le 13 mars 1910 lors d'un match amical contre les Pays-Bas et se conclut sur une victoire 3-2 après prolongation.
Le tableau ci-dessous reprend toutes les sélections de Maurice Petit. Le score de la Belgique est toujours indiqué en gras.
| Date       | Compétition  | Adversaire | Lieu   | Score | Remarque |
| ---------- | ------------ | ---------- | ------ | ----- | -------- |
| 13/03/1910 | Match amical | Pays-Bas   | Anvers | 3-2   | prol.    |